# Syed Abul Maksud
Syed Abul Maksud (bengalí: সৈয়দ আবুল মকসুদ; Manikganj, Raj británico, 23 de octubre de 1946-Dacca, Bangladés, 23 de febrero de 2021) fue un periodista, columnista,  ensayista, y escritor bangladesí. Ha sido aclamado por su crítica y trabajos de investigaciones.
Fue un colaborador regular al Daily Prothom Alo. Sus ensayos tratan literatura, sociedad, cultura y política. Llevó a cabo trabajos de búsqueda sustantiva en vidas de famosos literatos como Rabindranath Tagore, Buddhadeva Bose, Mahatma Gandhi, Syed Waliullah, etc. Su Revista de Alemania es un libro de viaje popular. En 1995 se le otorgó el Bangla Premio de Academia por sus contribuciones a la Literatura Bengalí.

## Algunas publicaciones
- Juddha O Manusher Murkhata (1988)
- Maulana Abdul Hamid Khan Bhasanir jiban, Karmakanda, rajniti o darshan (1986)
- Gandhi, Nehru y Noakhali (2008)
- Dhakar Buddhadeb Basu (2011)
- Syed Waliullah'r Jibon O Shahitya
- Rabindranather Darmatatwa O Darshan (2012)